# Sarcosuchus
Sarcosuchus (лат., возможное русское название — саркозух; от др.-греч. σαρκός — «плоть» и σοῦχος — «крокодил») — вымерший род гигантских крокодиломорф, не относящийся к современному отряду крокодилов. Питался водными животными, например, рыбой, а также мелкими динозаврами.

## Описание
Обитал на территории современной Африки в начале мелового периода. Хотя Sarcosuchus часто описывается как крупнейший крокодил в истории, будучи фоллидозавридом, он по факту не является крокодилом. Гигантские крокодилы известны только по нескольким фрагментарным черепам, так что размер самого крупного крокодила неизвестен. В 2001 году Пол Серено оценил длину крупнейшего известного образца Sarcosuchus в 11,65 м, а массу — в 7,96 т, используя отношение максимальной длины верхней челюсти к общей длине у современного гребнистого крокодила и гангского гавиала. Это делало Sarcosuchus одним из крупнейших известных крокодиломорфов, и самым крупным крокодиломорфом, не являющимся крокодилом. Однако, более современные оценки указывают на то, что экстраполяция Пола Серено от современных крокодилов была неверна по отношению к Sarcosuchus. Максимальная длина бедренной кости молодого Sarcosuchus при масштабировании до крупнейшего образца предполагает длину последнего в 9,1 м. В то же время, максимальная ширина черепа самого большого Sarcosuchus предполагает его общую длину в 7,2–9,5 м, с наиболее вероятной длиной в 9 м и массой в 2,4–3,5 т. Таким образом, Sarcosuchus не был таким большим, как предполагал Пол Серено, но все равно был на 20–30% больше крупнейших современных крокодилов.

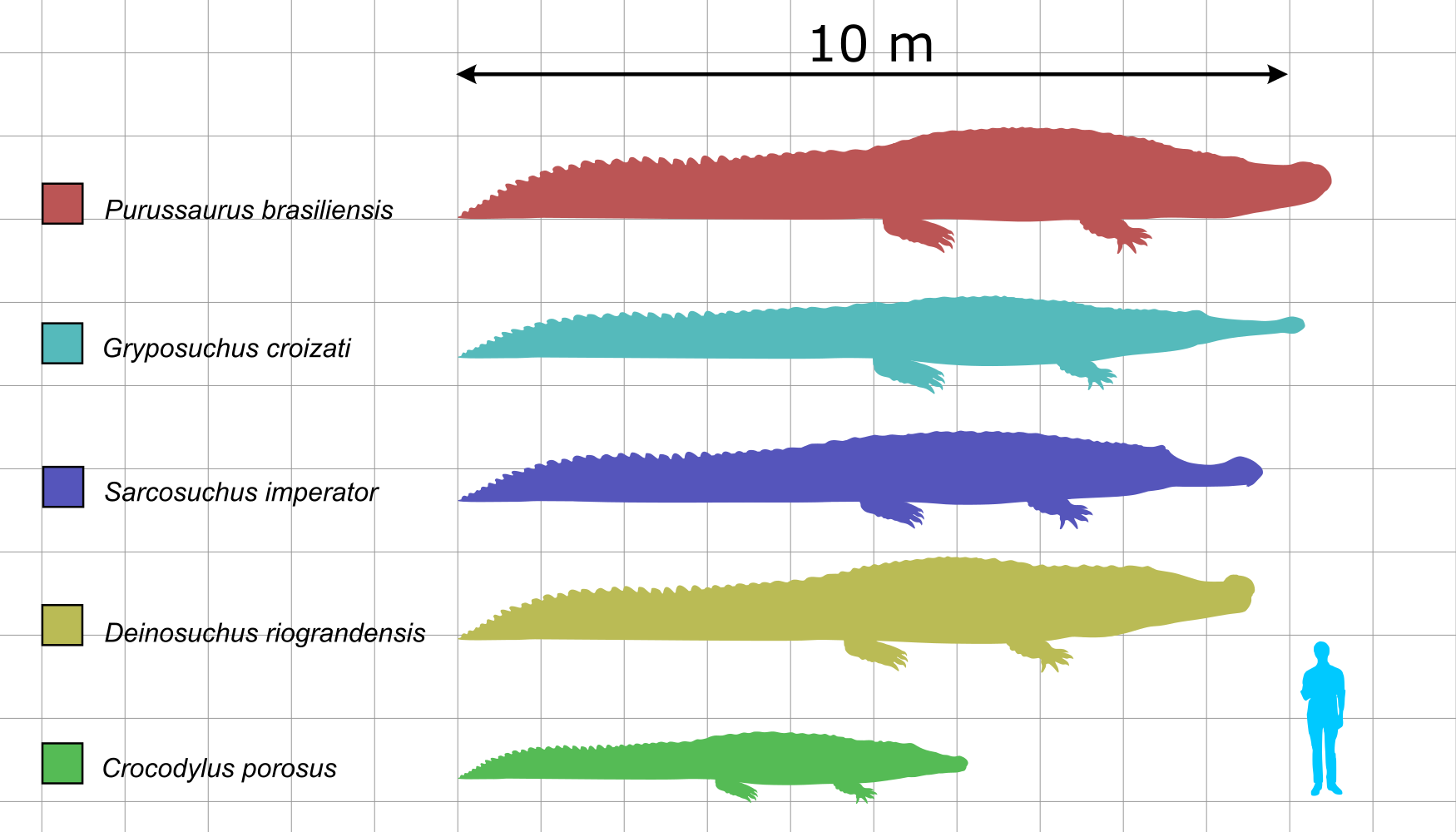
Сравнение размеров Sarcosuchus, некоторых крокодилов и человека.

Туловище Sarcosuchus покрывал крепкий панцирь из близко расположенных друг к другу остеодерм, защищавший его от атак хищных динозавров. У Sarcosuchus был гигантский череп с максимальной длиной верхней челюсти в 1,6 м, при этом кончик морды имел булавидную форму. Пол Серено предполагал, что расширенная морда Sarcosuchus может указывать на генерализированную диету, напоминающую таковую у современного нильского крокодила. Однако, зубы Sarcosuchus круглые в поперечном сечении, в отличие от овальных зубов крокодилов, охотящихся на крупную добычу. Кроме того, биомеханическое моделирование показало, что Sarcosuchus (в отличие от дейнозуха и пурусзавра) не был способен к так называемому «смертельному вращению», используемому современными крокодилами для более эффективного убийства и расчленения крупной добычи. Несмотря на это, Sarcosuchus по прежнему обладал сильными челюстями и прочными, хотя и мелкими зубами. Вероятно, удлиненная форма морды позволяла Sarcosuchus быстрым броском захватывать рыбу, в то время как большие и мощные челюсти позволяли ему нападать и на небольших динозавров. Основу рациона же могли составлять крупные кистеперые рыбы, защищенные костной чешуей.

### История обнаружения

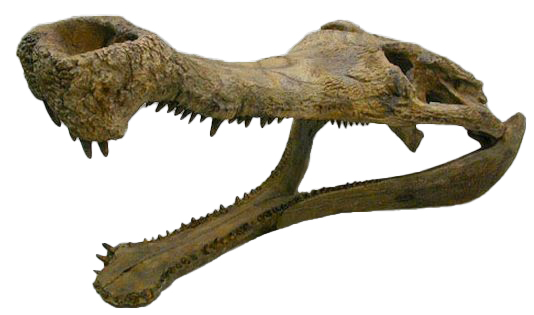
Череп Sarcosuchus imperator

Вид Sarcosuchus imperator, живший около 110 млн. лет назад на территории Африки, был описан в 1966 году. Максимальная длина известного черепа составляет примерно 160 см, в то время как длина по средней линии составляет около 150 см.
До недавнего времени все находки исчерпывались несколькими окаменевшими зубами и щитками брони, которые были обнаружены в пустыне Сахара французским палеонтологом Альбертом-Феликсом де Лаппарентом в 1940-х или 1950-х. Но в 1997 и 2000 годах Пол Серено обнаружил шесть новых экземпляров, включая один с приблизительно половиной скелета и большей частью позвоночника.